# Palais des sports olympique (Tchekhov)
 (mars 2025).
Si vous disposez d'ouvrages ou d'articles de référence ou si vous connaissez des sites web de qualité traitant du thème abordé ici, merci de compléter l'article en donnant les références utiles à sa vérifiabilité et en les liant à la section « Notes et références ».
Le Palais des sports olympique (en russe : Дворе́ц спо́рта «Олимпи́йский») est un hall omnisports situé à Tchekhov, en oblast de Moscou. Il a été inauguré le 30 juillet 2003.
Il accueille notamment le Medvedi Tchekhov, le meilleur club du Championnat de Russie masculin de handball. Entre 2015 et 2018, le club de hockey sur glace du Zvezda Moscou (devenu Zvezda Moscou) y a également évolué.

## Description
Le complexe possède plusieurs terrains de sport :
- une piscine,
- une salle omnisports, notamment utilisée en configuration handball par le Medvedi Tchekhov,
- une salle d'entrainement
- une salle de gymnastique
- une patinoire
- un terrain de football synthétique de 40x20 m.